# Duy Sơn
Duy Sơn là một xã thuộc huyện Duy Xuyên, tỉnh Quảng Nam, Việt Nam.
Xã Duy Sơn có diện tích 72,95 km², dân số năm 2019 là 10.394 người, mật độ dân số đạt 143 người/km².